# ハリスバーグ・セネターズ
ハリスバーグ・セネターズ(Harrisburg Senators)は、MiLB、AA（ダブルA）イースタンリーグウエスト地区所属の野球チーム。本拠地はペンシルベニア州ハリスバーグにあるFNBフィールド。現在はMLBワシントン・ナショナルズ傘下のチームとして活動している。

## 歴史
1924年、ニューヨーク・ペンリーグに「ハリスバーグ・セネターズ」として加盟。
1936年、活動休止。
1987年、ピッツバーグ・パイレーツ傘下AA級チームのナシュア・パイレーツがハリスバーグに移転し、ハリスバーグ・セネターズが復活。
1996年から1999年までリーグ4連覇を達成。

## 主な過去所属選手
- タイロン・ウッズ
- ブラディミール・ゲレーロ
- ライアン・ジマーマン
- スティーブン・ストラスバーグ
- ブライス・ハーパー
- マイケル・バレット
- ブランドン・フィリップス
- クリフ・フロイド
- ジョシュ・ホワイトセル